# Musa rosea
Musa rosea là một loài thực vật có hoa trong họ Musaceae. Loài này được Baker mô tả khoa học đầu tiên năm 1893.